# Tanaka Kakuei
Tanaka Kakuei  (田中 角栄) (Futada, Niigata prefektúra, 1918. május 4. – Sindzsuku, 1993. december 16.) japán politikus, aki 1947 és 1990 között a képviselőház tagja, 1972 és 1974 között pedig Japán miniszterelnöke volt.
A Fukua Takeóval folytatott hatalmi harc után az 1960-as évek közepétől az 1980-as évek közepéig a kormányzó Liberális Demokrata Párt legbefolyásosabb tagja lett. Több politikai botrány központi figurája volt, amelyek csúcspontja az 1976-os Lockheed megvesztegetési botrány volt, amely letartóztatásához és bírósági tárgyalásához vezetett; két alsóbb fokú bíróság bűnösnek találta, de ügye haláláig a Legfelsőbb Bíróság előtt maradt nyitva. A botrányok, valamint egy 1985-ben elszenvedett, legyengült agyvérzése politikai frakciójának összeomlásához vezetett, amelynek legtöbb tagja 1987-ben Takesita Noboru vezetésével újjászerveződött.
Erősen azonosult az építőiparral, de soha nem volt építésügyi miniszter. Lánya, Tanaka Makiko  és veje, Tanaka Naoki ma is aktív politikai személyiségek Japánban.

## Gazdaságpolitika
1972-es hivatalba lépésekor Tanaka ambiciózus infrastrukturális tervet tett közzé Japán számára, amely országszerte új gyorsforgalmi utak és nagysebességű vasútvonalak hálózatát írta elő. Ezt a tervet Tanaka egyszer már megírta "A japán szigetek átalakításának elmélete" című könyvében: több gazdasági funkciót képzelt el a 300 000-400 000 lakosú másodlagos városokba, és ezeket a városokat nagysebességű vasúttal kötötte össze Tokióval, Oszakával és más magvárosokkal, ami forradalmi nézet volt abban az időben, amikor még csak egy Sinkanszen vonal létezett.
Tanaka kormánya kiterjesztette a jóléti államot olyan intézkedésekkel, mint például a nemzeti nyugdíjak megduplázása, az ingyenes orvosi ellátás bevezetése az idősek számára, 1972-ben a gyermektámogatások biztosítása, 1973-ban pedig a nyugdíjak indexálása az infláció mértékéhez. 1973-ban elfogadták a szennyezés okozta egészségkárosodás kompenzációjáról szóló törvényt, amelynek célja az volt, hogy bizonyos, a kormány által kijelölt településeken bizonyos betegségek áldozatainak kártérítést és orvosi költségeket fizessenek, valamint az ezen családok által igényelt egészségügyi és jóléti szolgáltatásokat nyújtsák.
A japán gazdaságot, és így Tanaka népszerűségét is súlyosan megviselte az 1973-as olajválság inflációs hatása.